# Pattinaggio di figura agli XI Giochi olimpici invernali - Pattinaggio di figura maschile
La competizione del pattinaggio di figura maschile degli XI Giochi olimpici invernali si è svolta nei giorni 8 e 11  febbraio 1972 al Mikaho Gymnasium a Sapporo.

## Programma
| Data        | Evento              |
| ----------- | ------------------- |
| 8 febbraio  | Figure obbligatorie |
| 11 febbraio | Figure Libere       |

## La gara
Il favorito era Ondrej Nepela della Cecoslovacchia conosciuto a livello internazionale da quando aveva 12 anni. A Sapporo ne aveva 21, aveva vinto i Campionati Europei dal 1969 al 1972 (e avrebbe vinto ancora nel 1973), ed era il campione del mondo in carica. Conosciuto per le sue figure obbligatorie ha vinto facilmente quella fase, prendendo un grande vantaggio che ha assicurato la medaglia d'oro. Nel pattinaggio libero si è classificato quarto, ma è stato sufficiente per vincere il titolo olimpico. Il pattinatore sovietico, Sergej Četveruchin è stato il migliore nelle prove libere vincendo l’argento. Il francese [Patrick Pera], si riconferma medaglia di bronzo come a Grenoble 1968, nonostante abbia concluso ottavo nel pattinaggio libero.

## Risultati
| Pos.    | Atleta               | Nazione          | Obbligatori | Obbligatori | Liberi   | Liberi | Totale   | Totale |
| Pos.    | Atleta               | Nazione          | Ordinali    | Punti       | Ordinali | Punti  | Ordinali | Punti  |
| ------- | -------------------- | ---------------- | ----------- | ----------- | -------- | ------ | -------- | ------ |
| Oro     | Ondrej Nepela        | Cecoslovacchia   | 9,0         | 1176,1      | 31,5     | 1563,0 | 9,0      | 2739,1 |
| Argento | Sergej Četveruchin   | Unione Sovietica | 26,0        | 1101,9      | 28,5     | 1570,5 | 20,0     | 2672,4 |
| Bronzo  | Patrick Péra         | Francia          | 20,0        | 1121,6      | 73,0     | 1531,5 | 28,0     | 2653,1 |
| 4       | Kenneth Shelley      | Stati Uniti      | 48,5        | 1030,0      | 32,0     | 1566,0 | 43,0     | 2596,0 |
| 5       | John Misha Petkevich | Stati Uniti      | 54,0        | 1025,5      | 28,5     | 1566,0 | 47,0     | 2591,5 |
| 6       | Jan Hoffmann         | Germania Est     | 55,0        | 1030,1      | 73,0     | 1537,5 | 55,0     | 2567,6 |
| 7       | Haig Oundjian        | Gran Bretagna    | 75,5        | 996,8       | 63,5     | 1542,0 | 65,0     | 2538,8 |
| 8       | Vladimir Kovalëv     | Unione Sovietica | 61,5        | 1018,6      | 100,5    | 1503,0 | 80,0     | 2521,6 |
| 9       | Toller Cranston      | Canada           | 110,0       | 961,7       | 41,0     | 1555,5 | 80,5     | 2517,2 |
| 10      | John Curry           | Gran Bretagna    | 62,5        | 1015,2      | 102,5    | 1497,0 | 85,0     | 2512,2 |
| 11      | Gordie McKellen      | Stati Uniti      | 94,0        | 981,0       | 77,0     | 1530,0 | 89,0     | 2511,0 |
| 12      | Yury Ovchinnikov     | Unione Sovietica | 128,5       | 937,0       | 58,0     | 1540,5 | 104,5    | 2477,5 |
| 13      | Didier Gailhaguet    | Francia          | 102,0       | 969,4       | 113,0    | 1471,5 | 114,0    | 2440,9 |
| 14      | Jacques Mrozek       | Francia          | 122,0       | 950,8       | 124,0    | 1450,5 | 126,0    | 2401,3 |
| 15      | Günter Anderl        | Austria          | 129,0       | 939,6       | 139,5    | 1374,0 | 138,0    | 2313,6 |
| 16      | Yutaka Higuchi       | Giappone         | 127,0       | 938,7       | 138,5    | 1371,0 | 140,0    | 2309,7 |
| 17      | Gheorghe Fazekaş     | Romania          | 152,5       | 882,0       | 153,0    | 1212,0 | 153,0    | 2094,0 |